# Namakura Gatana
Namakura Gatana (tiếng Nhật: なまくら刀?, tiếng Việt: Thanh kiếm cùn) hay còn gọi là Hanawa Hekonai meitō no maki (tiếng Nhật: 塙凹内名刀之巻?) là một bộ phim hoạt hình ngắn của Nhật Bản, được Kōuchi Jun'ichi sản xuất vào năm 1917. Nó đã được tìm thấy trong một cửa hàng đồ cổ ở Osaka, trung tâm Nhật Bản vào tháng 3 năm 2008. Đó là một bộ phim câm ngắn có thời lượng 2 phút mà được nhắc đến như là một sự kiện lịch sử, bộ phim mô tả một samurai ngốc nghếch mua được một thanh kiếm cùn lưỡi.